# Bucerotidae
Calaos, Bucérotidés
Famille
Les Bucerotidae (ou bucérotidés) sont une famille d'oiseaux constituée de 16 genres et 61 espèces. C'est la famille des calaos.

## Description
Ce sont des oiseaux de taille petite à très grande (30 à 120 cm), au long bec courbe surmonté d'un casque creux qui les fait souvent confondre avec les toucans, qui sont des Ramphastidae de l'ordre des Piciformes. Les bucérotidés possèdent des ailes larges et arrondies et une longue queue.

## Répartition
Ces oiseaux vivent en Afrique subsaharienne et en Asie du Sud-Est.

## Habitat
Ils fréquentent surtout les forêts, mais aussi d'autres zones arborées et la savane.

## Position systématique
Traditionnellement classée dans l'ordre des coraciiformes, des expériences d'hybridation de l'ADN ont montré que cette famille devait en être séparée pour constituer l'ordre des bucérotiformes et divisée en deux familles (classification de Sibley & Monroe) :
- les bucérotidés, pour les calaos vrais,
- les bucorvidés, pour les bucorves ou calaos terrestres.

À la suite des travaux phylogéniques de Gonzalez et al. (2013), le Congrès ornithologique international (dans sa version 4.4, 2014) a réorganisé cette famille.

### Liste alphabétique des genres
D'après la classification de référence (version 5.1, 2015) du Congrès ornithologique international :
- Aceros (1 espèce)
- Anorrhinus (3 espèces)
- Anthracoceros (5 espèces)
- Berenicornis (1 espèce)
- Buceros (3 espèces)
- Bucorvus (2 espèces) : dans Bucorvidae
- Bycanistes (6 espèces)
- Ceratogymna (2 espèces)
- Horizocerus (4 espèces)
- Lophoceros (8 espèces)
- Ocyceros (3 espèces)
- Penelopides (5 espèces)
- Rhabdotorrhinus (4 espèces)
- Rhinoplax (1 espèce)
- Rhyticeros (6 espèces)
- Tockus (10 espèces)

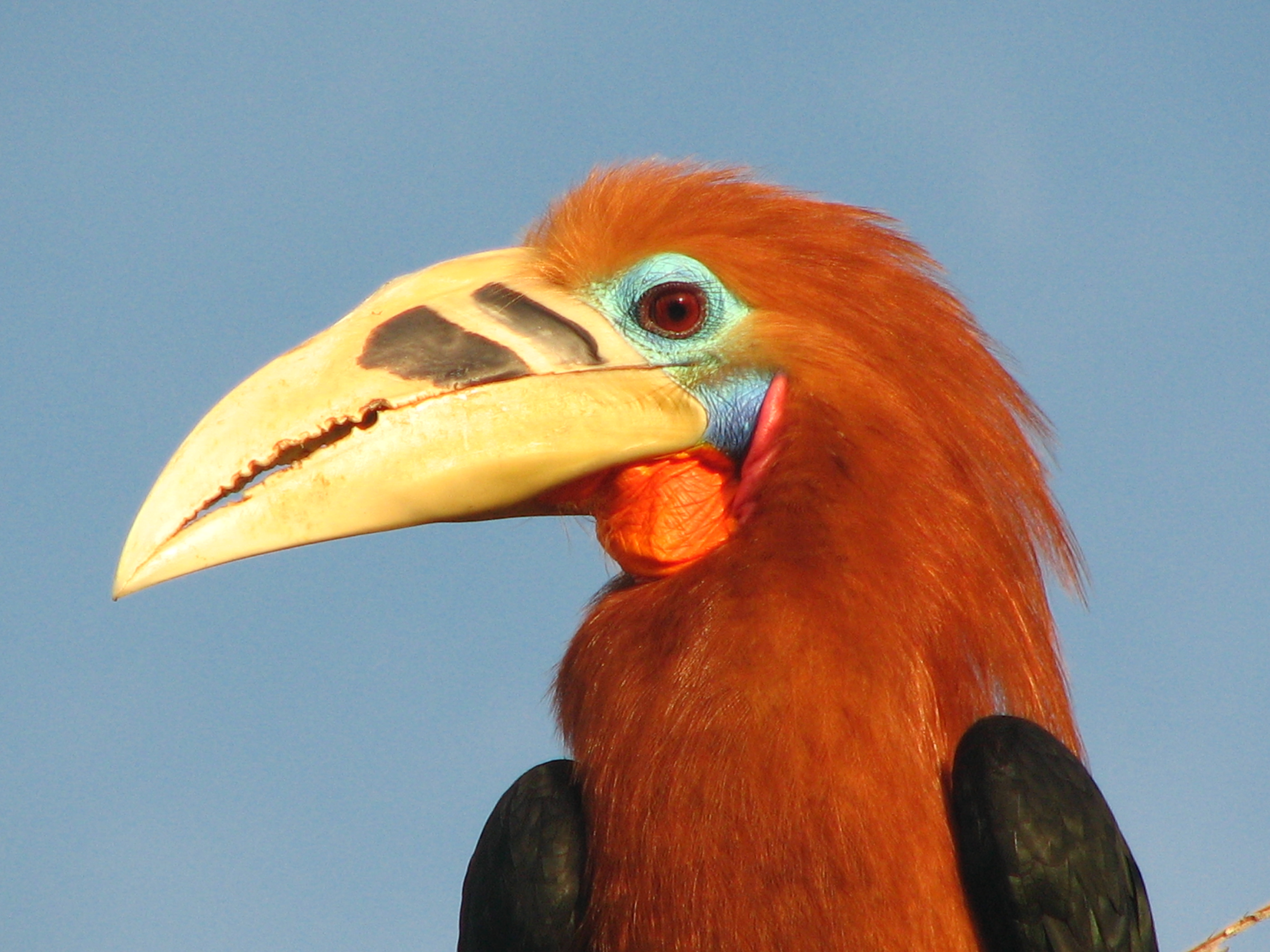
Calao à cou roux (Aceros nipalensis)
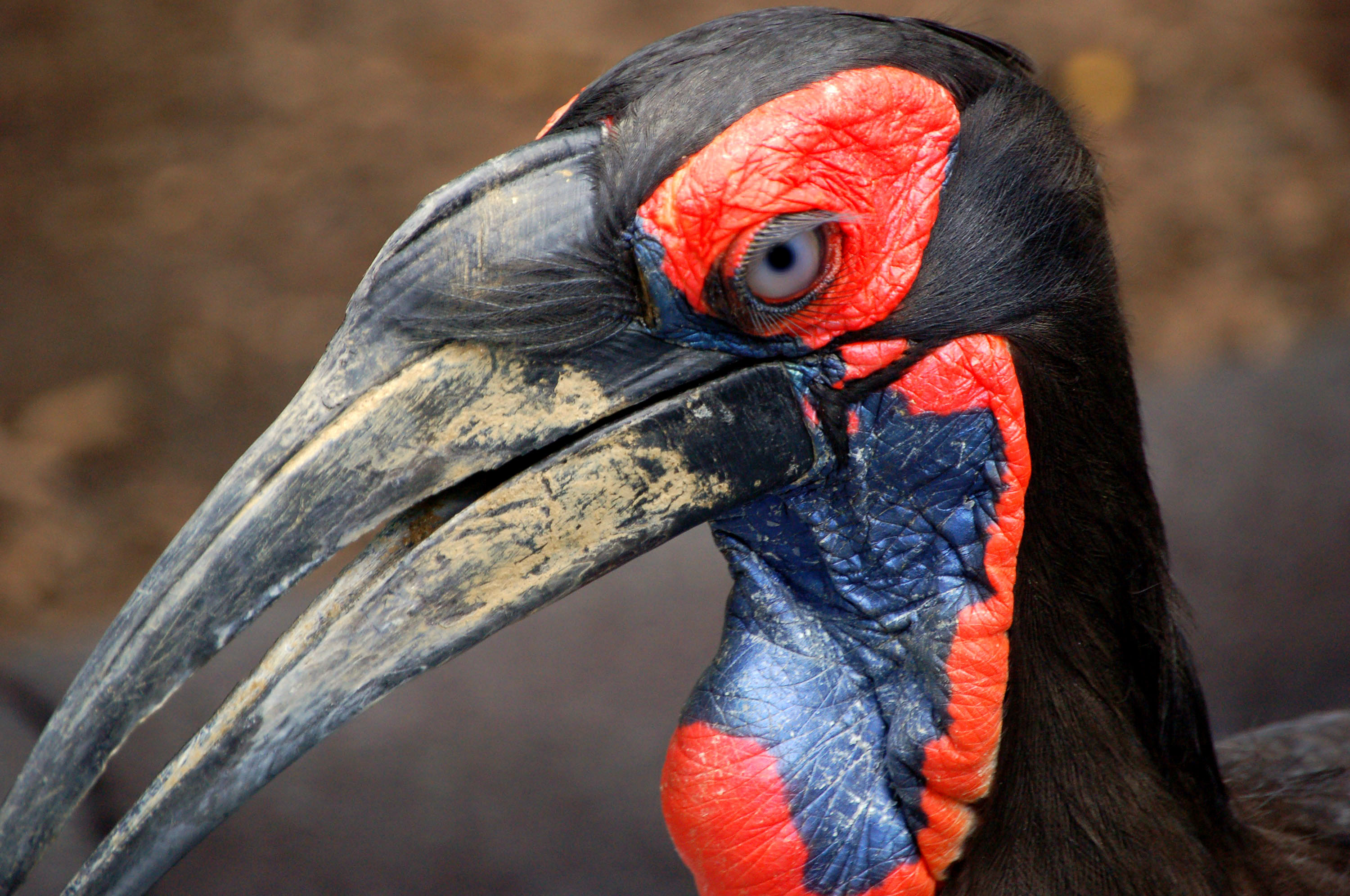
Tête de Bucorve méridional femelle
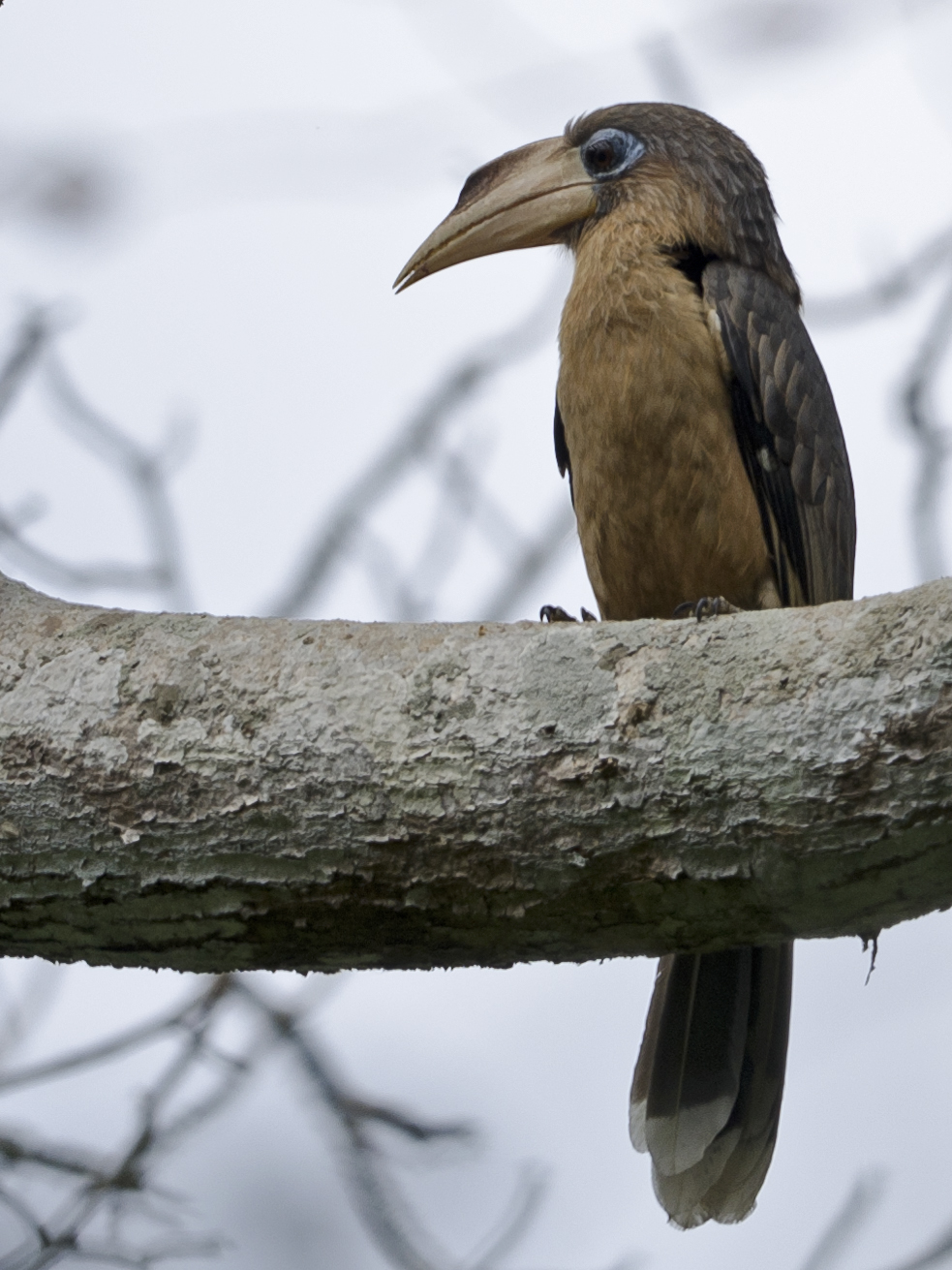
Calao brun (Anorrhinus tickelli)
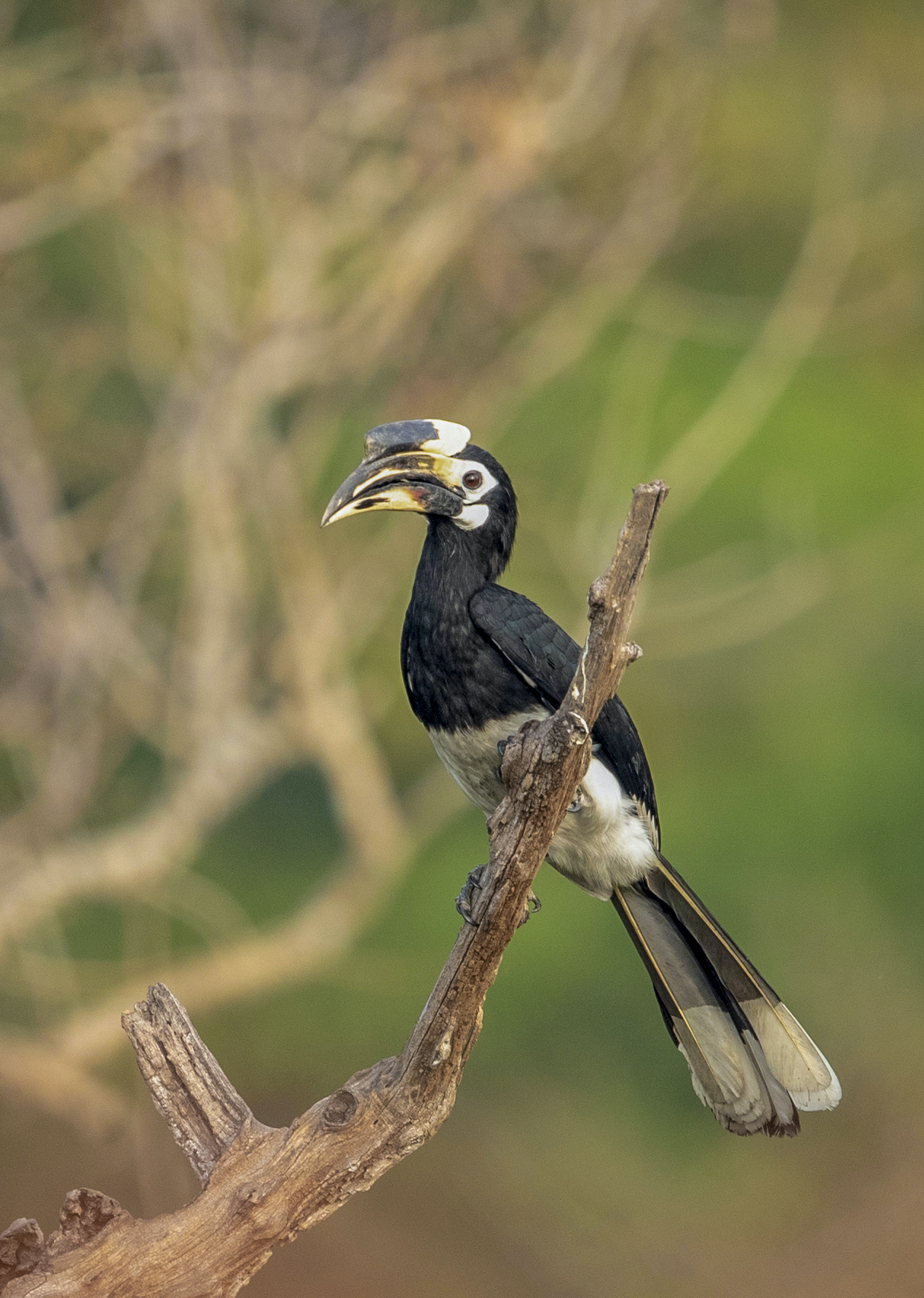
Calao de Palawan (Anthracoceros marchei)
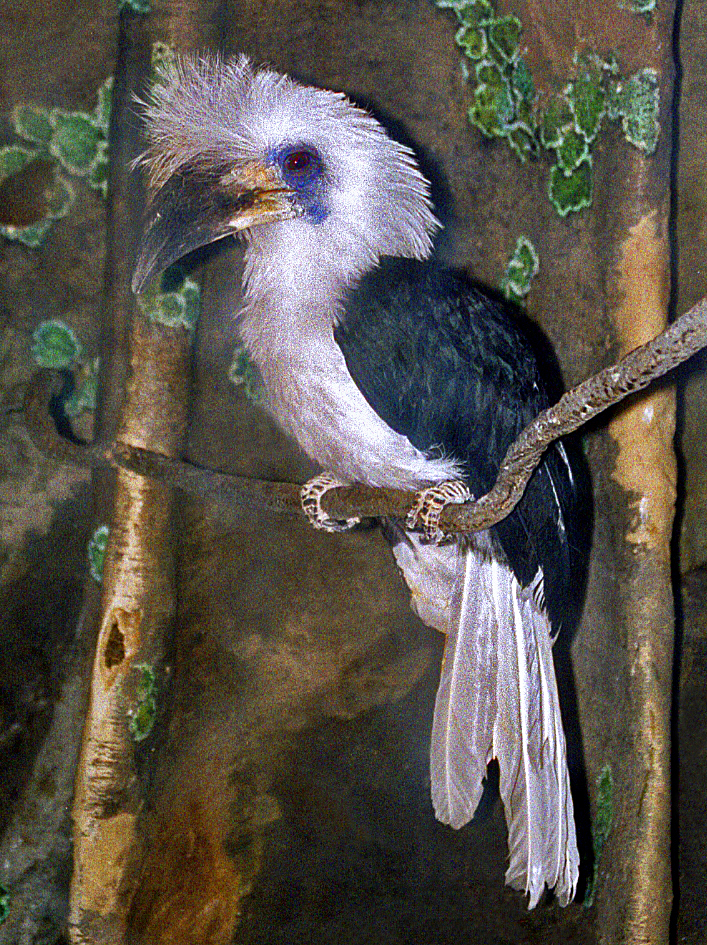
Calao coiffé (Berenicornis comatus)
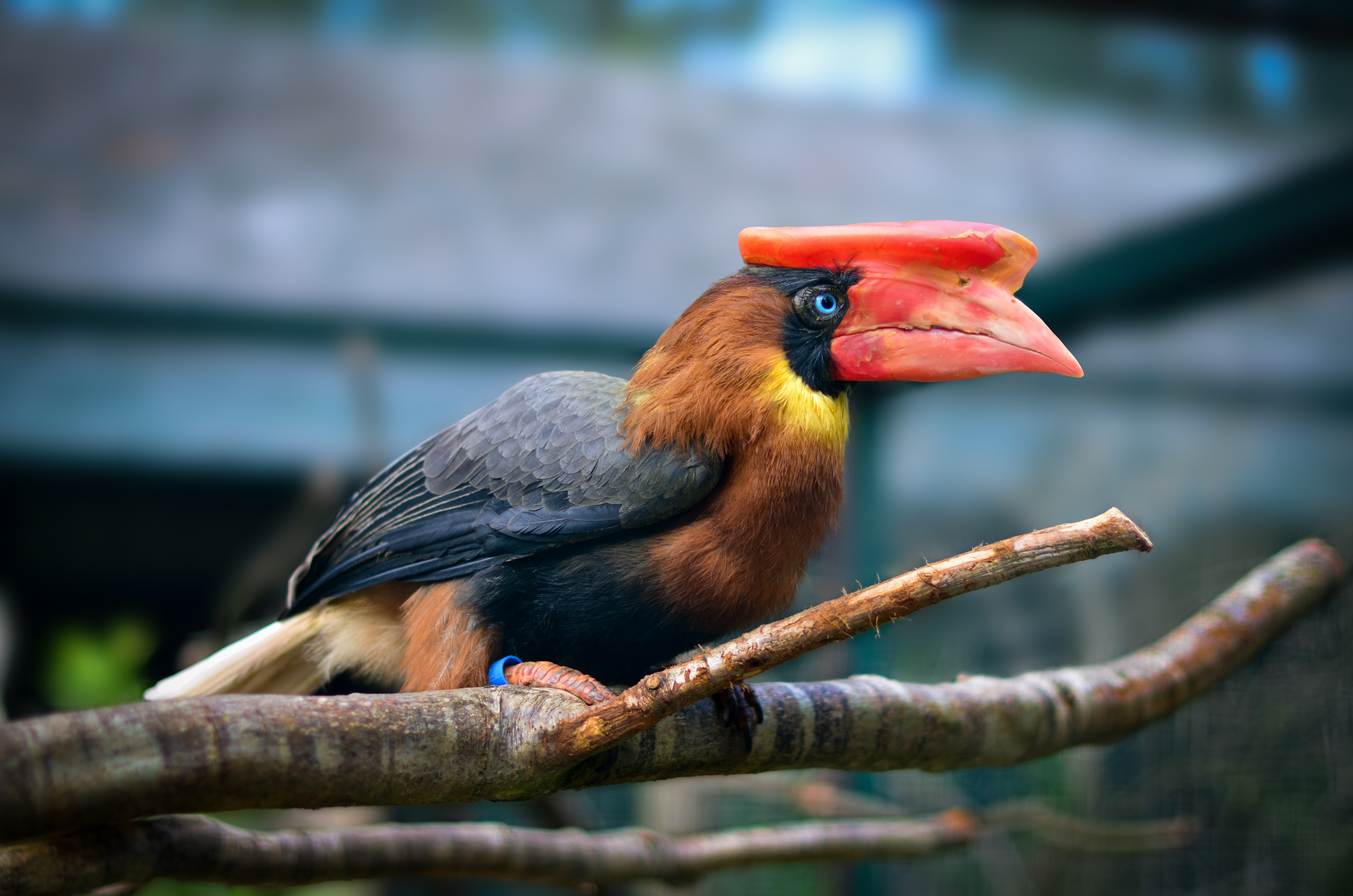
Calao à casque plat (Buceros hydrocorax)
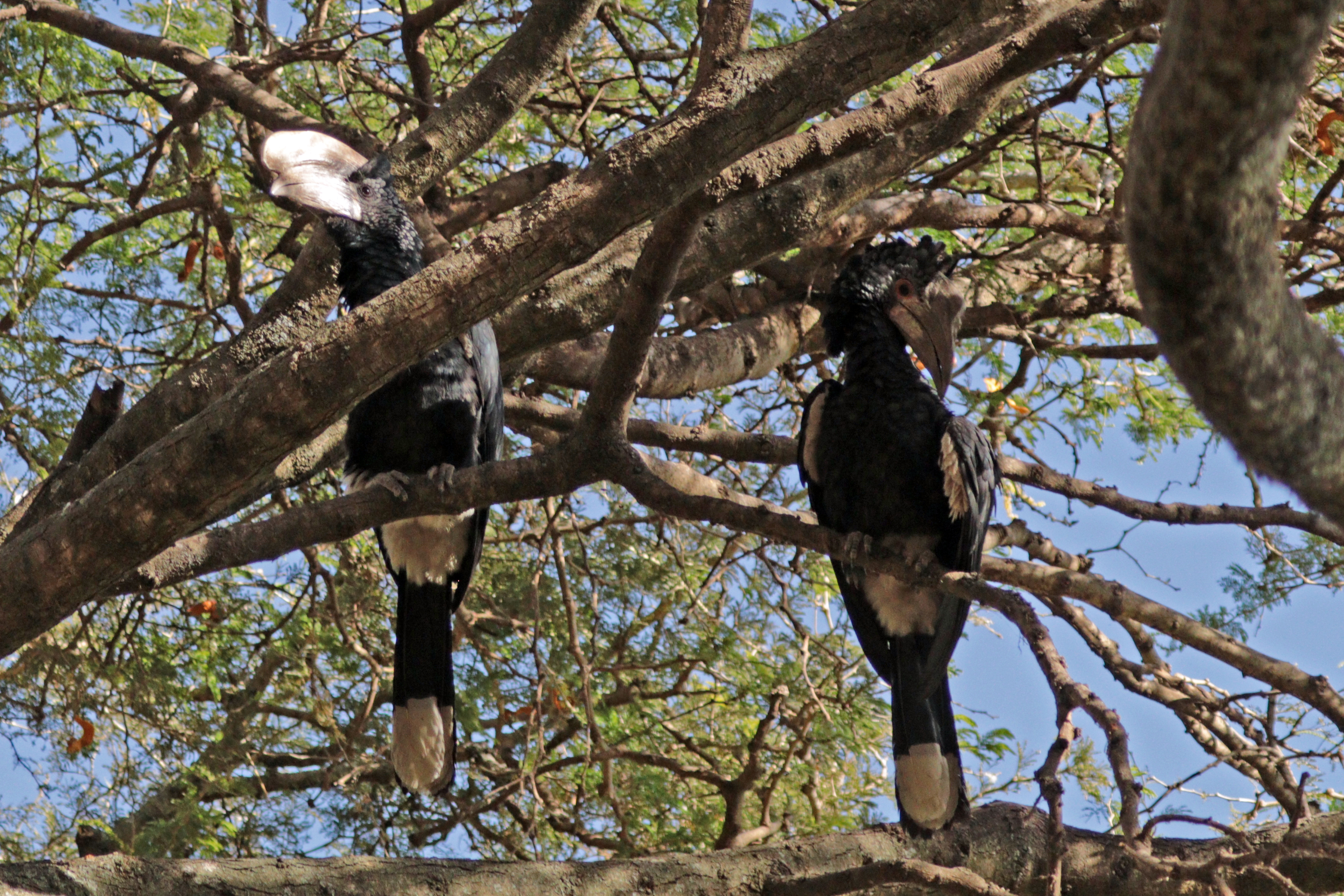
Calao à joues argentées (Bycanistes brevis)
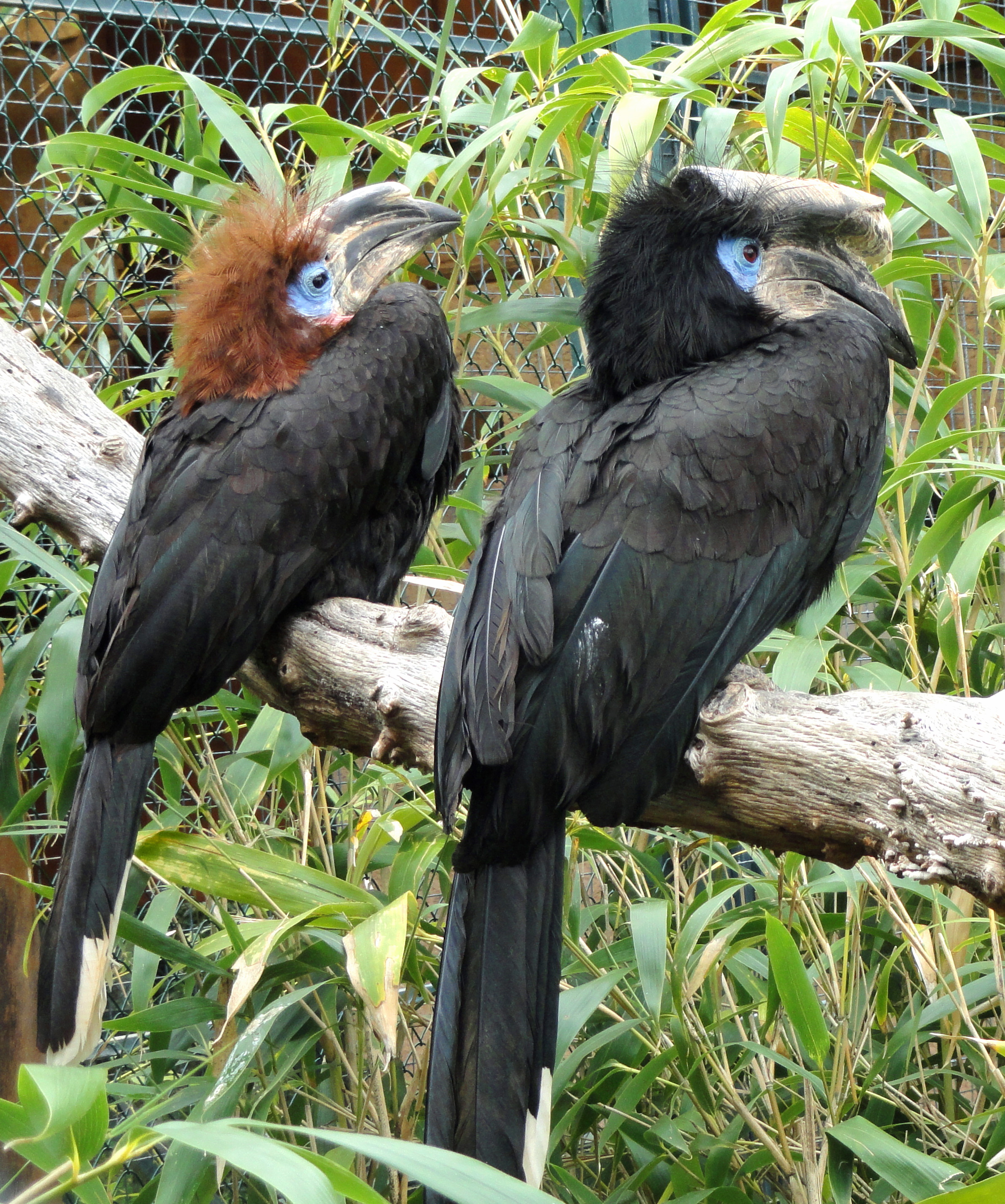
Calao à casque noir (Ceratogymna atrata)
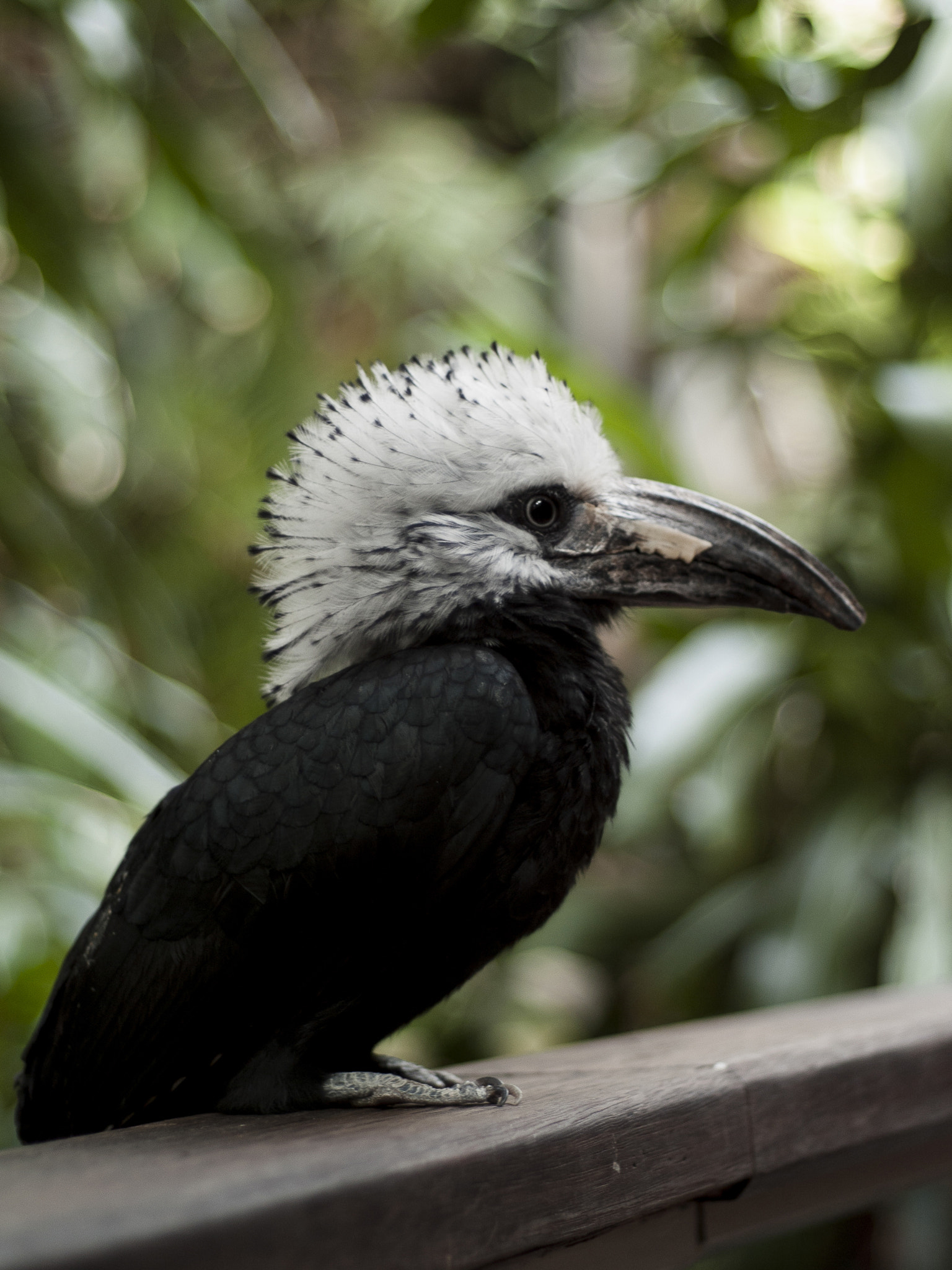
Calao à huppe blanche (Horizocerus albocristatus)
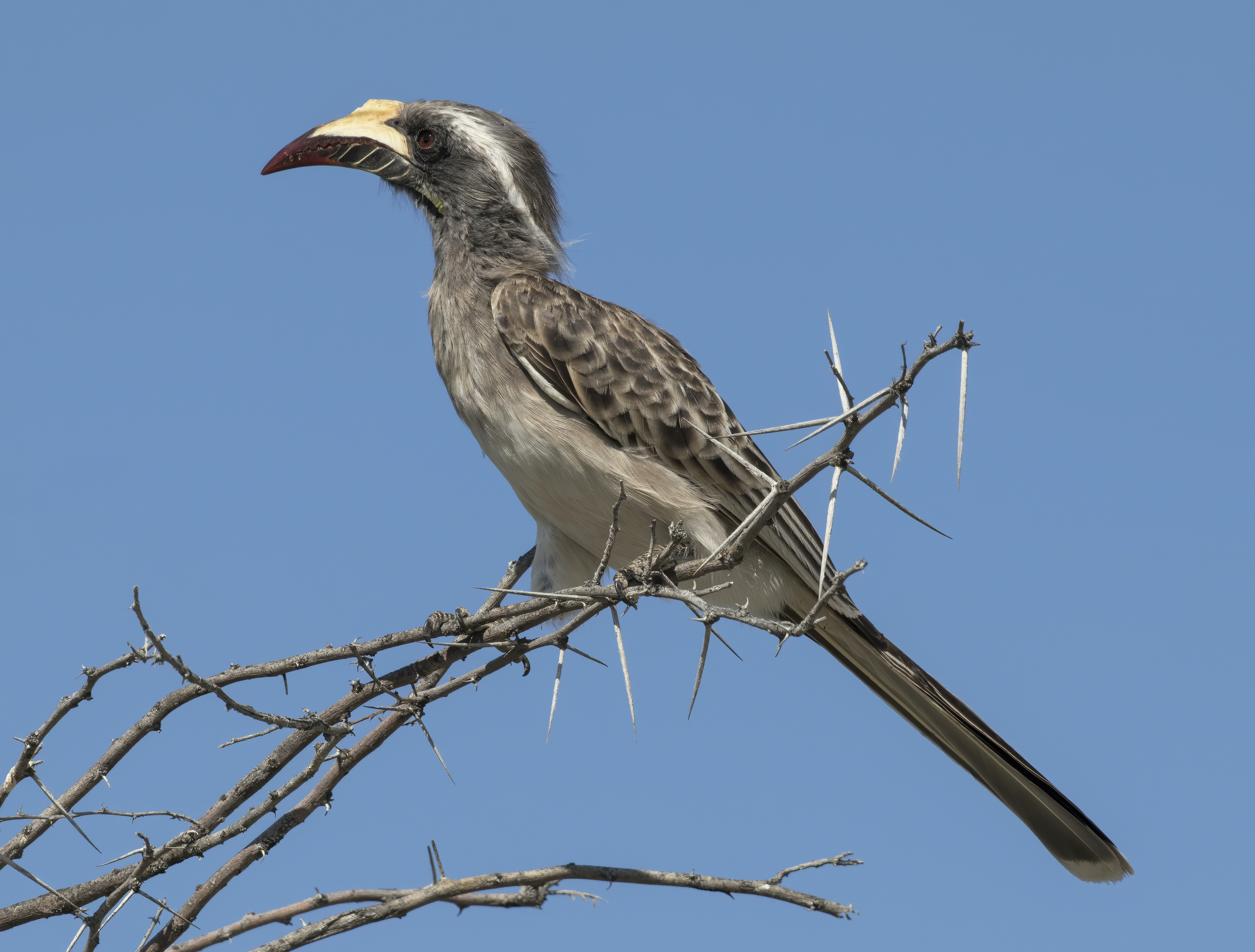
Calao à bec noir (Lophoceros nasutus)
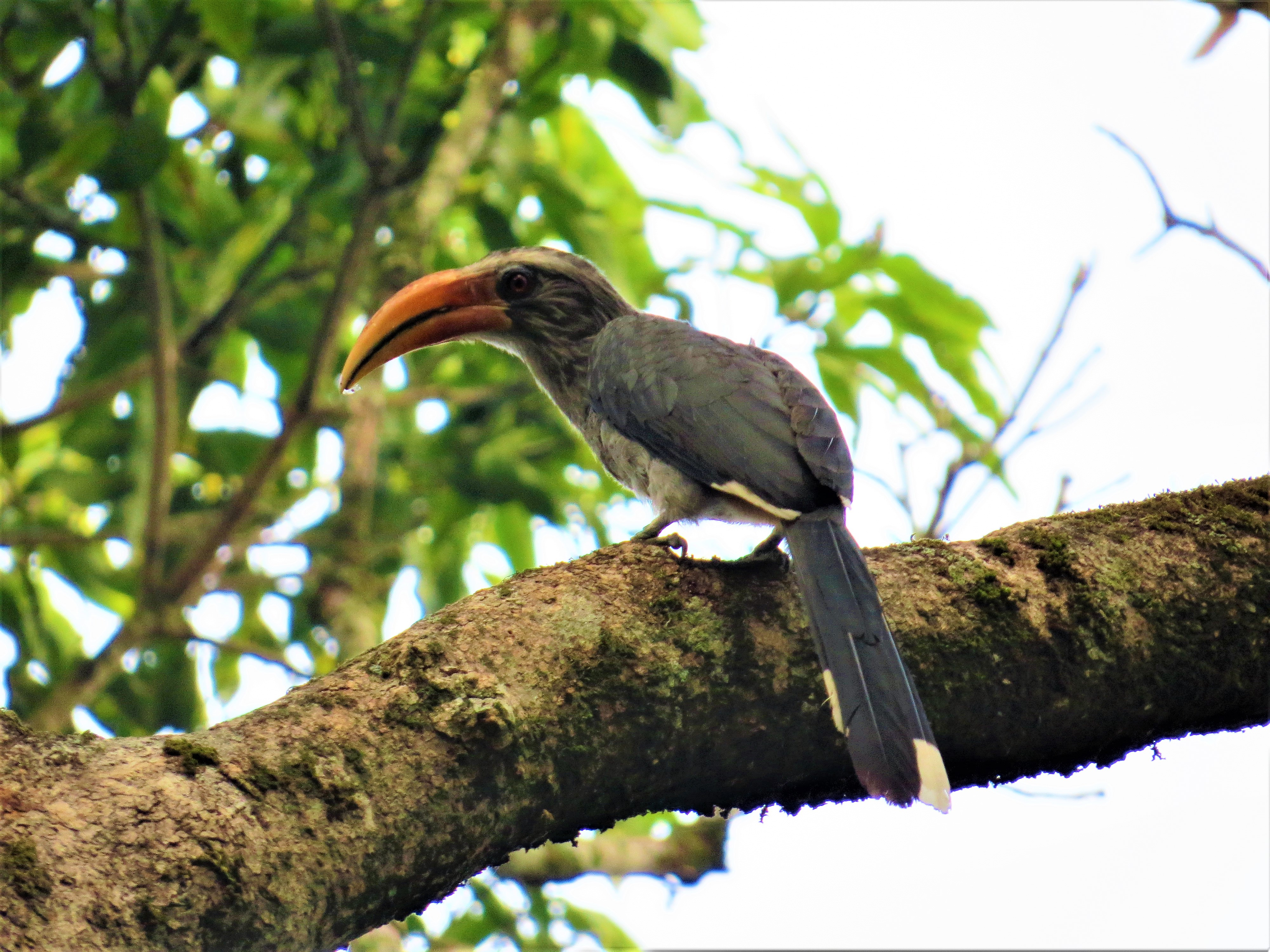
Calao gris (Ocyceros griseus)
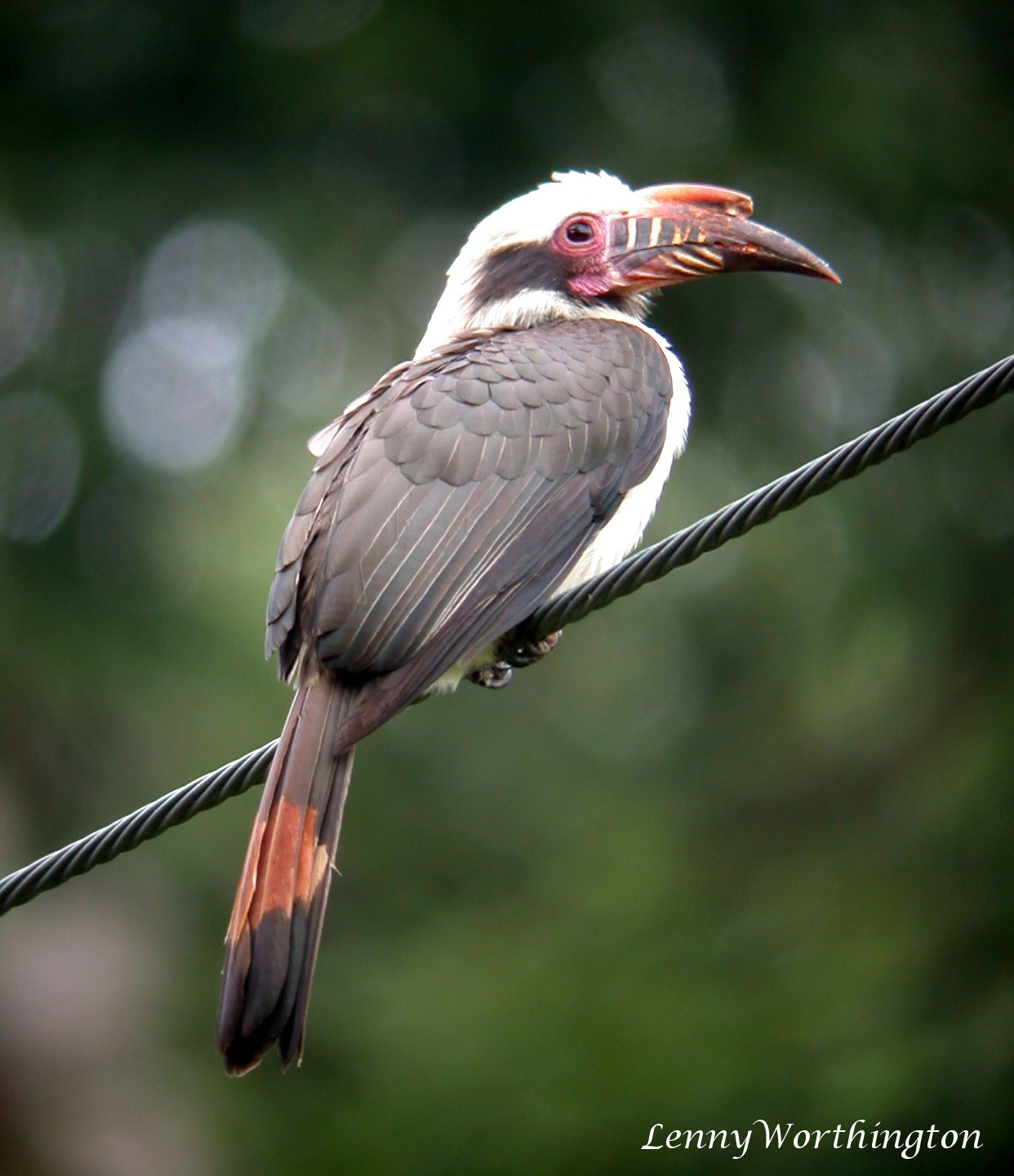
Calao de Manille (Penelopides manillae)
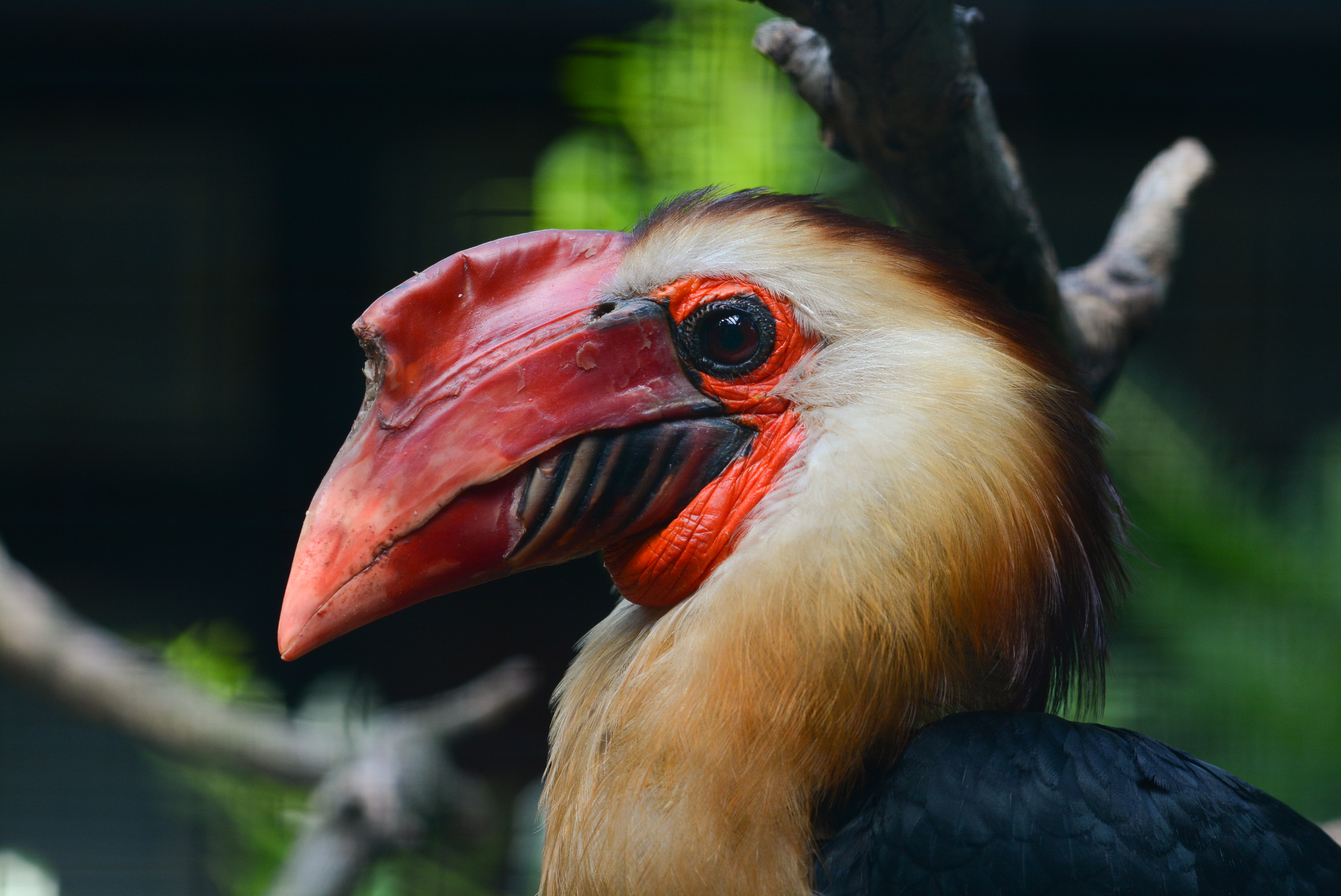
Calao de Vieillot (Rhabdotorrhinus leucocephalus)
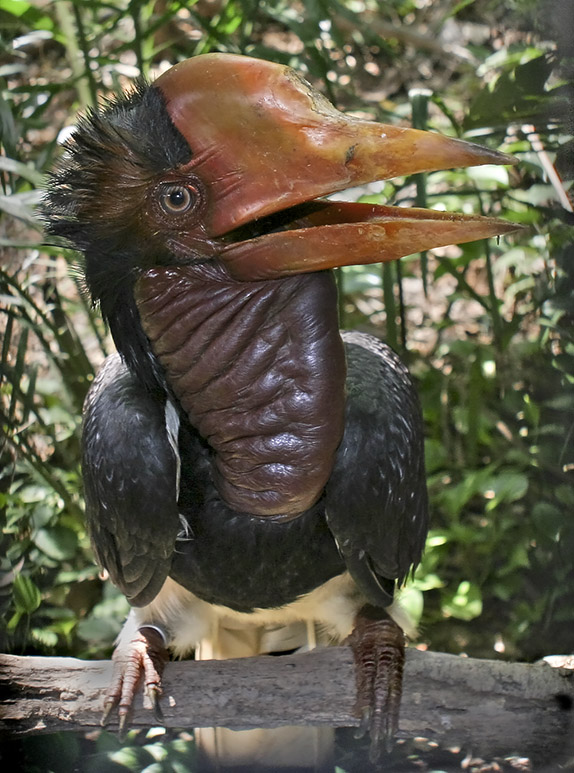
Calao à casque rond (Rhinoplax vigil)
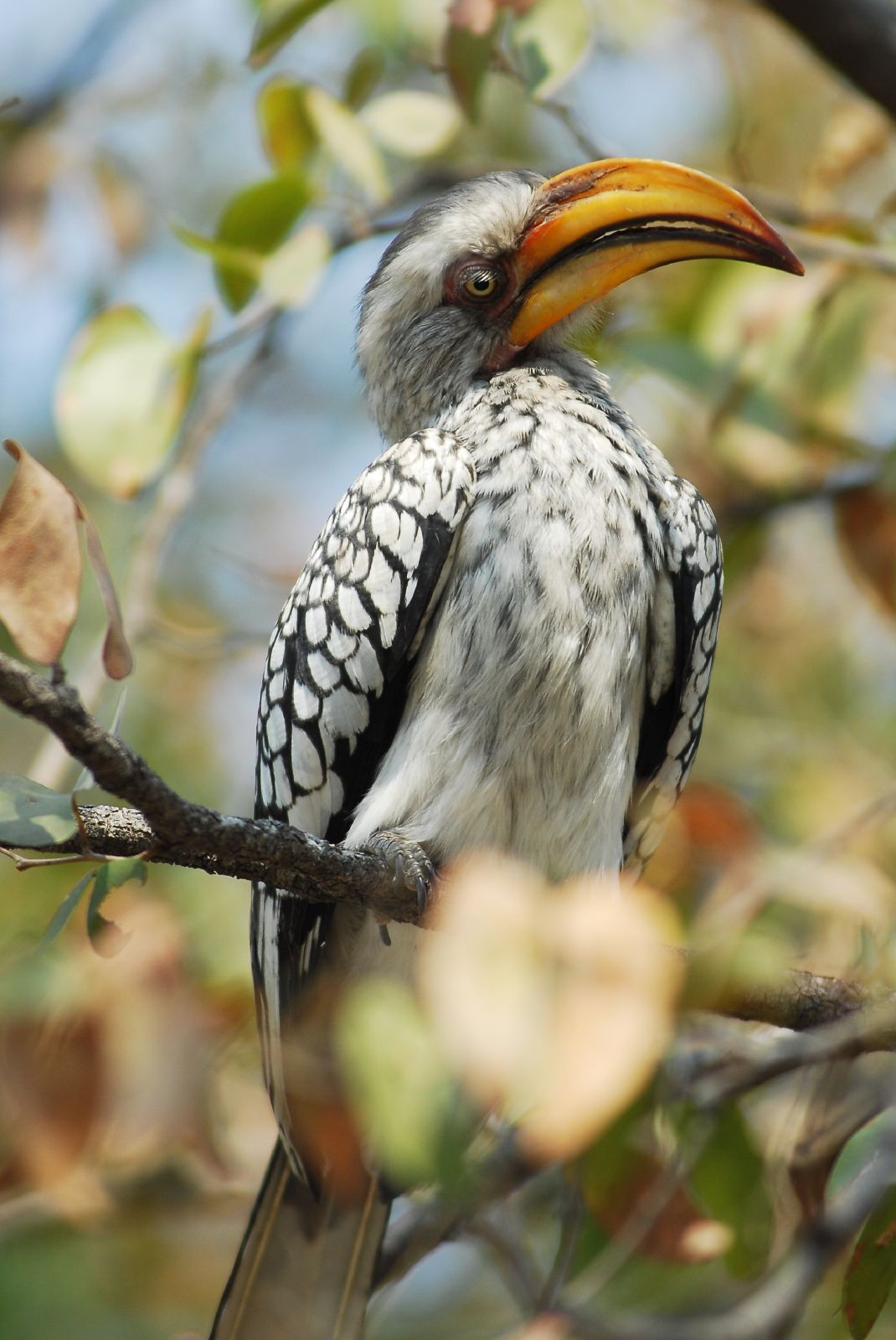
Calao leucomèle (Tockus leucomelas)
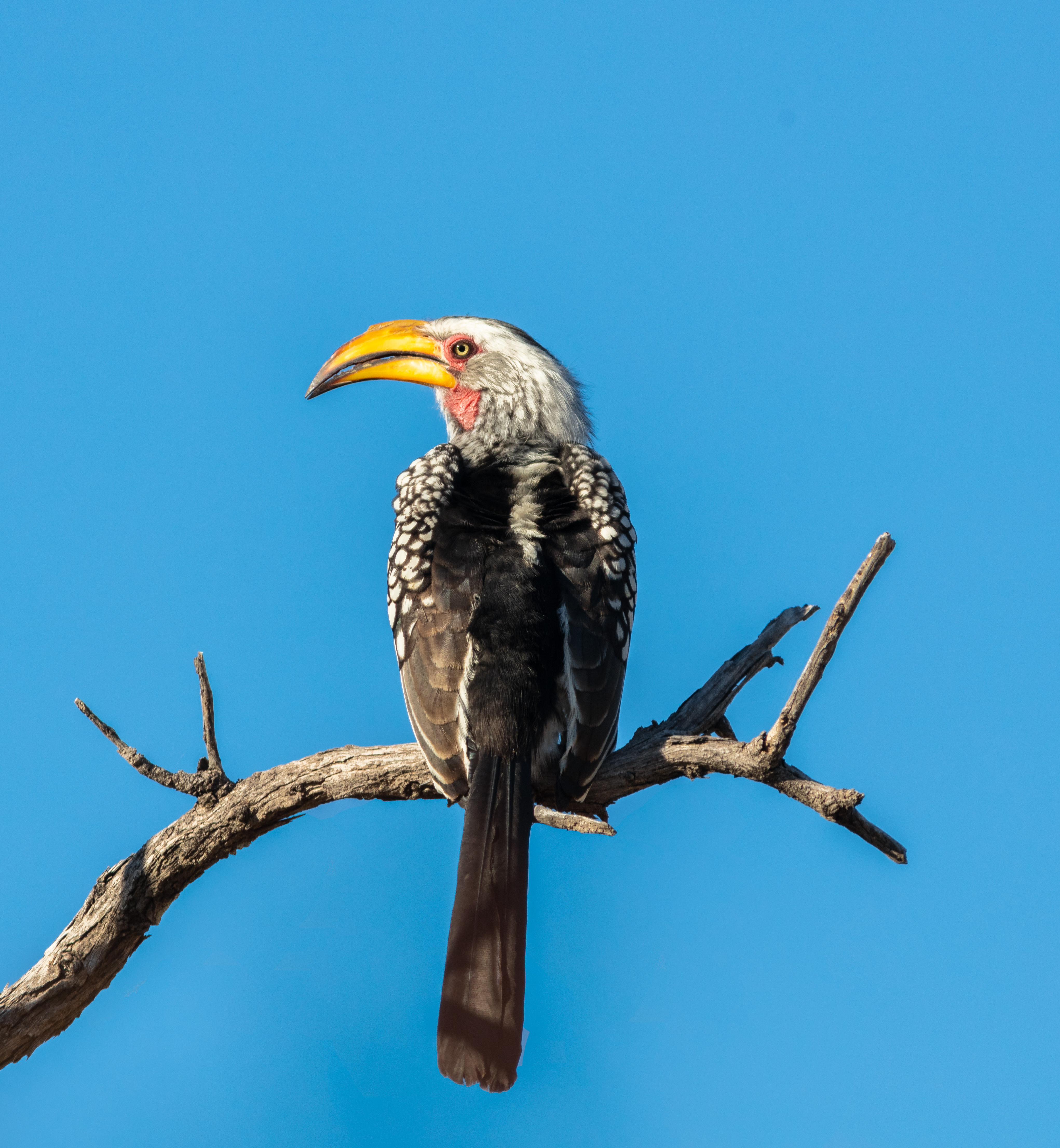
Calao leucomèle (Tockus leucomelas)

### Liste des espèces
D'après la classification de référence (version 5.1, 2015) du Congrès ornithologique international (ordre phylogénique) :